# Bernhard Kagan

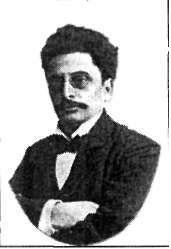
Bernhard Kagan

Bernhard Kagan (* 15. August 1866 in Grodno; † 27. November 1932 in Berlin) war ein deutscher Schachspieler, -publizist, -verleger und -mäzen in Berlin.

## Schachspieler
Kagan beteiligte sich vorwiegend an lokalen Turnieren: 7. 1898, 7.–9. 1902, 6. 1903, geteilter 2. 1923, 7.–10. 1925. Er war geteilter 4. in Hannover 1902, 6.–7. in Ostende 1907, 10. in Prag 1908.

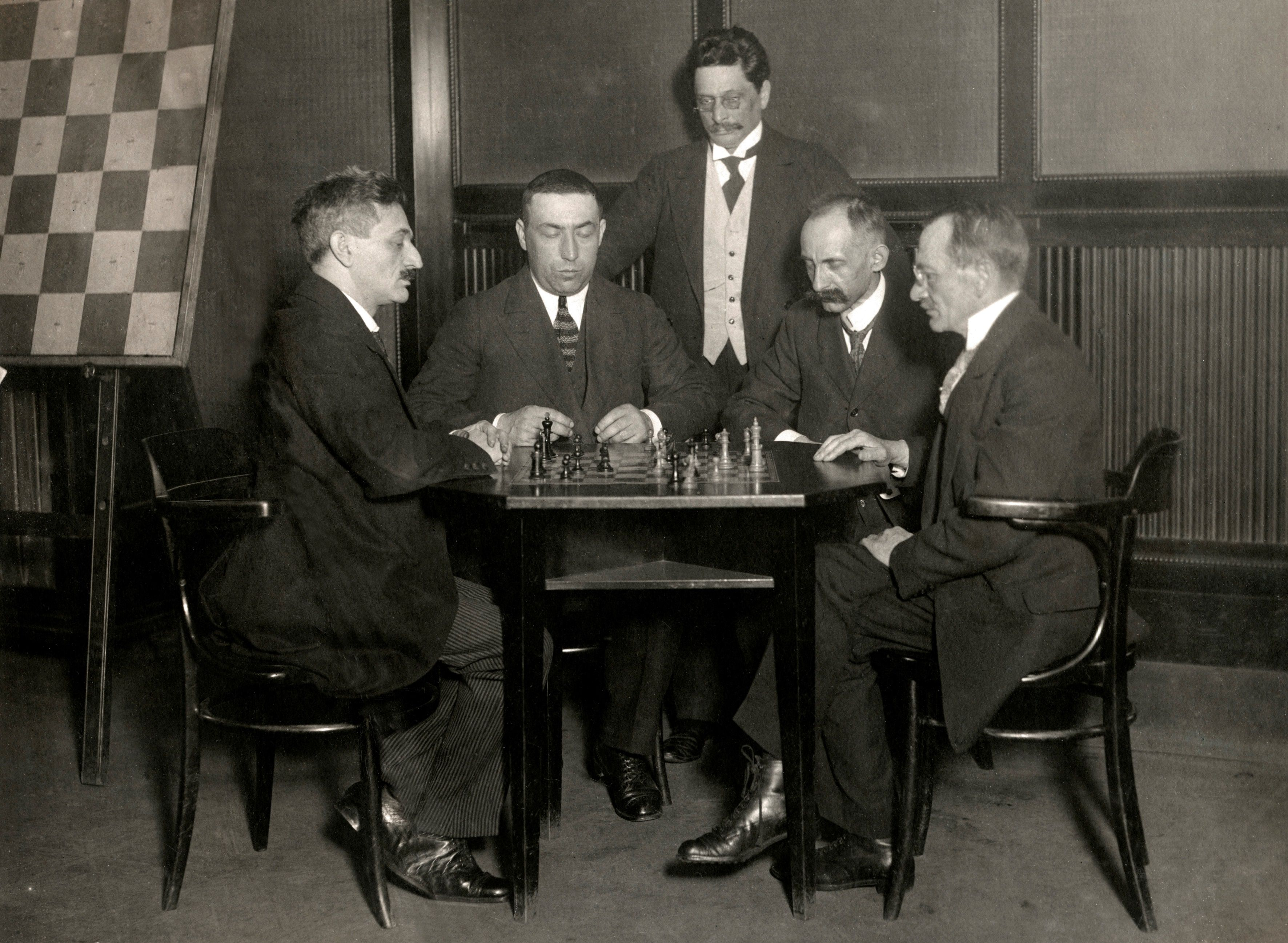
Kagan (stehend) im Berliner Turnier 1918

## Veranstalter
Noch während des Ersten Weltkriegs und danach organisierte Kagan 1918–1920 in Berlin einige Turniere. Im am stärksten besetzten Turnier im Kerkau-Palast vom 28. September bis 11. Oktober 1918 spielten Emanuel Lasker, Akiba Rubinstein, Carl Schlechter und Siegbert Tarrasch. 1921 organisierte er Aljechins Matche gegen Teichmann und Sämisch.

## Mäzen
Während des Ersten Weltkrieges unterstützte er in Deutschland internierte russische Schachspieler, darunter Bogoljubow, Romanowski, Selesnjow.

## Verleger
Kagan war Autor einer Reihe von Schachmonografien. In den Jahren 1917 bis 1927 gab er Kagans Schachkatalog heraus. Von 1921 bis 1932 war er Redakteur der zunächst quartalsweise, später monatlich erscheinenden Zeitschrift Kagans Neueste Schachnachrichten. Im Anhang zu dieser Zeitschrift gab es jeweils einen Überblick zu zahlreichen Schachturnieren jener Zeit.

## Publikationen (Auswahl)
- Kagan, Bernhard: Der Schachwettkampf Rubinstein-Schlechter vom 21. bis 30. Jan. 1918 in Berlin. Berlin, Verlag Bernhard Kagan, 1918
- Kagan, Bernhard: Schachmeister Erich Cohn. Berlin, Verlag Bernhard Kagan, 1918
- Kagan, Bernhard: Das Großmeister-Turnier im Kerkau-Palast zu Berlin im Okt. 1918. Berlin, Verlag Bernhard Kagan, 1918
- A. Selesnieff, Em. Lasker: 35 Endspielstudien von Schachmeister A. Selesnieff. Verlag Bernhard Kagan, Berlin 1919
- Kagan, Bernhard: Carl Schlechter. Sein Leben und Schaffen. Berlin 1920
- Kagan, Bernhard: Der Schachwunderknabe Samuel Rzeschewski in Amerika. Berlin, Verlag Bernhard Kagan, 1921
- Kagan, Bernhard: Schachwettkampf Alechin-Teichmann, gespielt im Juni 1921 im Berliner Schachheim. Berlin, Verlag Bernhard Kagan, 1921
- A. A. Troitzky: 500 Endspielstudien. Berlin, Schachverlag Bernhard Kagan, 1924